# Магазова, Хазина Нурмухаметовна
Магазова Хазина Нурмухаметовна (5 мая, 1916 год, Шелебенгуй, Забайкальская область — 10 мая, 1998 год, Уфа) — советская, российская танцовщица. Заслуженный работник культуры РСФСР (1991). Народный артист Башкирской АССР (1949). Заслуженный артист Башкирской АССР (1945).

## Биография
Магазова Хазина Нурмухаметовна родилась 5 мая 1916 года в посёлке Шелебенгуй Забайкальской области Иркутского генерал-губернаторства Российской империи (ныне посёлок Шелебенгуй Зайбайкальского края Российской Федерации), в многодетной семье Нурмухамета и Латифы Магазовых (у них было девять детей). Отец был шахтёром, хорошо играл на гармошке. Позже семья переехала на историческую родину — в Башкортостан.
В школьные годы Хазина участвовала в художественной самодеятельности, но никогда не думала, что станет артисткой. В 1936 году окончила Башкирский индустриальный техникум, уехала по направлению в город Павлово на Оке Горьковской области, работала на заводе «Металлист». Хазина Магазова хотела мечтала поступить в Московский индустриальный институт.
Хазина вернулась в Уфу, чтобы получить рекомендацию для поступления в вуз от обкома комсомола. Но обком комсомола направил её в Уфимский Дом пионеров .
С 1939 Хазину Магазову пригласили в недавно созданный Ф.Гаскаровым ансамбль народного танца, она неожиданно для себя становится солисткой этого ансамбля. На просмотре Файзи Гаскаров спросил у Хазины, какие танцы умеет исполнять. Выяснилось, что Хазина легко схватывает движения и может их повторять.
Позже Файзи Гаскаров вспоминал, что Хазина Магазова была отличной помощницей. Она обладала удивительной способностью к импровизации, врождённое изящество выдавало в ней особый талант. Именно для Хазины Магазовой Ф.Гаскаров поставил танец «Муглифа», который видоизменился в коллективный танец «Гульназира», искромётный, захватывающий. Его коллектив должен был исполнить в начале лета 1941 года в Москве, в дни Декады Башкирской культуры в столице.
Во время Великой Отечественной войны башкирская концертная бригада, в которую входила и Хазина Магазова, выступала с концертами в воинских частях Юго-Западного фронта, в госпиталях, перед 112-й Башкирской кавалерийской дивизией на Сталинградском фронте.
Пожелтевшие от времени благодарственные отзывы из воинских частей бережно хранятся в музее ансамбля имени Файзи Гаскарова.
В послевоенные годы Хазина Нурмухаметовна помогала Ф.Гаскарову, работала с женским составом ансамбля. Назначенная на 1941 год Декада башкирской литературы и искусства в Москве состоялась лишь в 1955 году. К этому времени имя Хазины Магазовой уже стало широко известным в стране. Выступление Хазины Магазовой на Декаде было украшением мероприятия. Её творчество было оценено вторым орденом «Знак Почёта».
Из гастролей в различные страны (Вьетнам, Средняя Азия, Казахстан, города Урала и Поволжья и др.) она привозила новые танцы — индийский, узбекский, бурятский и многие другие .
Когда пришло время оставить ансамбль, в 1956—1966 годы она работала в Башкирской филармонии, в бригаде Ишмуллы Дильмухаметова.
В 1970—1972 годы работала преподавателем Уфимского училища искусств, в 1981—1983 годы — редактором Башкирской филармонии.
Хазина Нурмухаметовна Магазова- первая исполнительница башкирских танцев на профессиональной сцене, с её именем связано становление женского образа в башкирской хореографии, эти образы воспринимались зрителями и исполнителями как эталон исполнительского искусства. Танцы, рождённые творческим тандемом Ф. А. Гаскарова и Х. Н. Магазовой, составляют основу репертуара танцевальных коллективов республики.
Исполнительское искусство Хазины Магазовой отличалось отточенностью движений, ярким темпераментом, которые в сочетании с пластичностью и сценическим обаянием позволили артистке создать незабываемые женские образы в танцах «Муглифа», «Һыу буйында осрашыу» («Свидание у ручья»), «Дуҫлыҡ» («Дружба»), «Бүләк» («Подарок»), «Зарифа», «Гульназира» и др. Её движения отличались грацией и одновременно природной лёгкостью.
В разные годы руководила самодеятельными танцевальными коллективами республики, которые неизменно добивались успеха.
Дипломант Всесоюзного конкурса артистов эстрады (Москва, 1939).
Награждена двумя орденами «Знак Почёта» (1949, 1955).
Заслуженный работник культуры РСФСР (1991). Народный артист Башкирской АССР (1949) . Заслуженный артист Башкирской АССР(1945) .